# George-Adrian Paladi
George-Adrian Paladi (n. 7 august 1979, Brăila, România) este un deputat român, ales în 2020 din partea PSD. 